# آدی بولسارا
آدی بولسارا (انگلیسی: Adi Bulsara (اردشیر راتان بولسارا)؛ زاده ۱۵ مهٔ ۱۹۵۱) یک فیزیک‌دان زرتشتی اهل هند-ایالات متحده آمریکا است.